# Гражданская война в Алжире
Гражданская война в Алжире («Чёрное десятилетие», «Десятилетие террора», «Годы свинца», «Годы огня») — вооружённый конфликт между правительством Алжира и исламистскими группировками, начавшийся в 1992 году и продолжавшийся по 2002 год.
По различным оценкам, жертвами конфликта стали от 44 до 200 тысяч человек, включая более 70 журналистов, убитых как правительственными силами, так и исламистами. Конфликт закончился победой правительства, после того, как сначала Исламский фронт спасения (ИФС) объявил о прекращении войны, а затем в 2002 году Вооружённая исламская группа была побеждена правительственными силами. О прошедшей войне долгое время, до 24 февраля 2011 года напоминал формально сохранявшийся в стране режим чрезвычайного положения. Вооружённые столкновения, хотя и довольно низкой интенсивности, продолжаются и по настоящее время.

## Начало
Война началась в декабре 1991 года, когда находившийся в оппозиции Исламский фронт спасения набрал огромную популярность среди населения, и правящая партия Фронт национального освобождения (ФНО), опасаясь поражения, отменила второй тур выборов в Национальную Ассамблею. Власть в стране взяли военные, и президент Шадли Бенджедид 11 января 1992 года был смещён со своего поста.
После запрещения ИФС и ареста тысяч его членов возникли вооружённые исламистские формирования, которые начали партизанские действия против правительства и его сторонников. Они были организованы в несколько группировок, основными из которых было Исламское вооружённое движение, базировавшееся в горах, и Вооружённая исламская группа, базировавшаяся в городах. Сначала исламисты атаковали лишь армию и полицию, но вскоре начались нападения на мирное население.
В 1994 году на переговорах между правительством и находящимися в заключении лидерами ИФС был достигнут существенный прогресс, и тогда Вооружённая исламская группа объявила войну ИФС и его сторонникам. Исламское вооружённое движение, объединившись с более мелкими группировками, образовало лояльную ИФС Исламскую армию спасения.

## Развитие
Переговоры вскоре зашли в тупик, и президентские выборы 1995 года (первые выборы после переворота 1992 года) выиграл кандидат, поддержанный армией, бывший командующий сухопутными войсками Ламин Зеруаль. Конфликт между ИФС и Вооружённой исламской группой усилился. Последняя начала массовые убийства мирного населения, вырезая целые деревни или городские предместья. Правительственные силы осуществляли в ответ значительные репрессии. Пик убийств пришёлся на 1997 год, когда были назначены парламентские выборы. На выборах победила новообразованная партия, Национальный демократический конгресс, за которой стояла армия. ИФС, который атаковали с обеих сторон, объявил об одностороннем прекращении огня с правительством, а Вооружённая исламская группа резко теряла своё влияние из-за внутренних конфликтов, связанных с тем, что многие её члены не одобряли тактики убийств гражданского населения. В 1999 году прошли новые президентские выборы, на которых победил Абдель Азиз Бутефлика, и был принят закон, гарантировавший амнистию большинству участников вооружённых группировок. Многие воспользовались амнистией, и насилие существенно уменьшилось, что стало фактической победой правительства в войне. Остатки Вооружённой исламской группы продолжали оказывать сопротивление ещё два года и практически исчезли к 2002 году.

## Новый виток
Отколовшаяся в 1998 году от Вооружённой исламской группы группировка под названием Салафитская группа проповеди и джихада, изначально базировавшаяся на севере страны, дистанцировалась от убийств мирного населения. В октябре 2003 года лидеры группировки выразили публичную поддержку Аль-Каиде. Они отказались от амнистии и продолжили вооружённое сопротивление.

## Активизация
В 2004 году началась активизация боевиков, которые организовывали нападения на автоколонны, минирование дорог. По сообщениям алжирских властей, уже к 12 февраля 2004 года в терактах и боестолкновениях с исламистами погибли 22 сотрудника правоохранительных структур, 37 боевиков и 10 мирных жителей. 22 марта обеспокоенные нарастанием напряжённости англичане приняли решение о временном закрытии своего посольства в Алжире. Стороны конфликта делали всё более жёсткие заявления в отношении друг друга.
20 июня поступило сообщение, что алжирским военным удалось уничтожить лидера Салафитской группы проповеди и джихада (алжирского крыла Аль-Каиды) Набиля ас-Сахрауи и трёх его помощников. Новый глава экстремистской организации был выбран 7 сентября — им стал Абу Мусаб Абд аль-Вадуда.
5 июля ливийским спецслужбам удалось обнаружить базу экстремистов, где происходила вербовка, обучение и вооружение добровольцев, а 2 ноября лидер Ливии Муаммар Каддафи выдал алжирским властям Аммари Сайфи (также известного как Абдеррезак эль Пара), считавшегося вторым лицом Салафитской группы проповеди и джихада и находящегося в международном розыске.

## Конец
В 2005 году Президент Алжира Абдель Азиз Бутефлика заявил, что организации боевиков были разгромлены и порядок на территории Алжира восстановлен. Однако вскоре исламисты организовали показательную операцию устрашения — 9 апреля на дороге, ведущей в столицу, они организовали импровизированный блок-пост, на котором останавливали автомобили, выводили из них людей и расстреливали их. В результате этого жестокого акта террора было убито 14 человек.
5 марта 2006 года в Алжире была проведена массовая амнистия исламистов, не совершивших тяжких преступлений — из тюрем было выпущено 2629 человек. Однако исламистские группы Алжира влились в состав международной террористической сети Аль-Каида. В конце года по Алжиру прокатилась новая волна террористических актов. 30 октября возле двух полицейских участков были подорваны заминированные грузовики, 2 человека погибли и ещё несколько десятков были ранены, а 10 декабря был подорван автобус с иностранцами, при этом погиб его водитель, а 9 пассажиров были ранены. Ответственность за эти теракты взяли на себя алжирские исламисты.
В 2008 году количество атак экстремистов заметно снизилось, но они стали более дерзкими — если раньше террористы ограничивались взрывами самодельных бомб, то в 2008 начались открытые нападения на города и обстрелы посольств, полицейских участков.
2 января 2008 года произошёл очередной теракт в Алжире — в городе Насирия (Насирия), провинция Бумердес, террорист-смертник въехал на заминированной машине на территорию полицейского участка и привёл в действие взрывное устройство — погибло 3 полицейских, ещё 20 тяжело ранены. 7 февраля в Алжире было совершенно нападение на группу патрулирующих жандармов, в результате которого 8 жандармов было убито, всё их оружие и спецтехника были захвачены боевиками. В ответ алжирские власти провели против исламистов военную операцию с задействованием авиации. 8 июня в результате 2-х взрывов в городе Лахдария на востоке Алжира погибло 12 человек. 20 августа был проведён очередной двойной теракт в городе Буира, в котором погибло 11 человек, а ещё 31 получил ранения.